# Indice di sviluppo umano (Rapporto 2006)
Il rapporto relativo all'indice di sviluppo umano (HDI) per il 2006 ha avuto come tema "energia, povertà e scarsità d'acqua mondiale". La maggior parte dei dati usati nel rapporto sono del 2004 o precedenti e quindi è da considerarsi relativo all'anno 2004.

## Rapporto 2006 (dati 2004)
| ALTO sopra 0,950 0,900-0,949 0,850-0,899 0,800-0,849 | MEDIO 0,750-0,799 0,700-0,749 0,650-0,699 0,600-0,649 0,550-0,599 0,500-0,549 | BASSO 0,450-0,499 0,400-0,449 0,350-0,399 0,300-0,349 sotto 0,300 N/A |

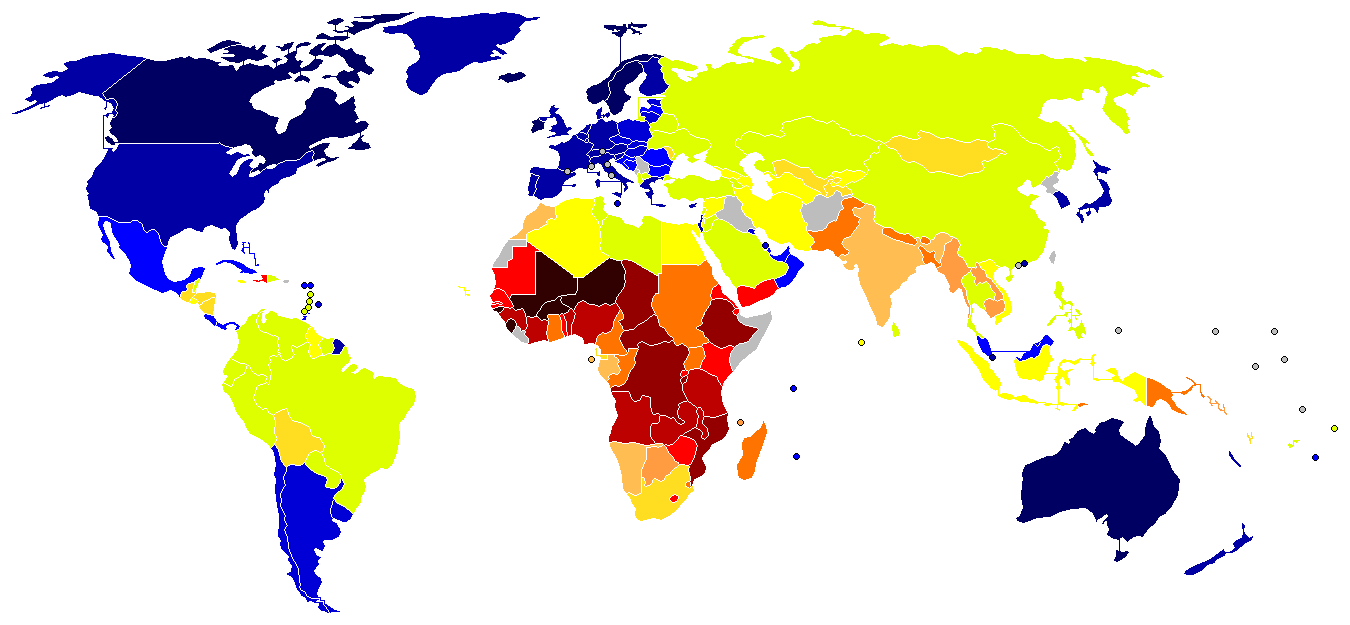
Mappa dettagliata dell'indice di sviluppo umano (Rapporto 2006-dati 2004)

Il rapporto mostra un certo ristagno dell'indice medio globale (rimasto a 0,741), in quanto il continuo incremento dei paesi sviluppati è stato compensato da un declino generale dei paesi in via di sviluppo.
I paesi dell'Africa Subsahariana e dell'Asia del Sud mostrano forti segnali di declino rispetto all'anno scorso e le altre regioni in via di sviluppo hanno valori pressoché fermi.
Un livello di HDI sotto 0,5 rappresenta basso sviluppo. In questa fascia ci sono 31 paesi di cui 29 sono localizzati in Africa, più Haiti e Yemen. Gli ultimi 10 paesi della classifica sono tutti in Africa. I paesi Africani subsahariani con il più alto indice sono Guinea Equatoriale e Sudafrica, che si posizionano al 120º e 121º posto (con un indice di 0,653).
Un livello di HDI sopra 0,8 rappresenta alto sviluppo. In questa fascia, composta di 63 paesi, sono presenti tutti i paesi sviluppati di Nord America, Europa, Oceania ed Asia dell'Est, alcuni paesi in via di sviluppo dell'Europa dell'Est, America Latina, Sudest Asiatico e Caraibi, e i paesi del petrolio della ricca Penisola Araba.
Un livello di HDI tra 0,5 e 0,8 rappresenta medio sviluppo. In questa fascia, composta di 83 paesi, sono presenti tutti gli altri paesi con sviluppo intermedio o in via di sviluppo, tra cui alcuni tra i paesi più popolati del mondo: Cina, India, Indonesia, Brasile.

### Primi 20 Paesi
1. Norvegia 0,965 (=)
2. Islanda 0,960 (=)
3. Australia 0,957 (=)
4. Irlanda 0,956 (↑ 4)
5. Svezia 0,951 (↑ 1)
6. Canada 0,950 (↓ 1)
7. Giappone 0,949 (↑ 4)
8. Stati Uniti 0,948 (↑ 2)
9. Svizzera 0,947 (↓ 2)
10. Paesi Bassi 0,947 (↑ 2)

1. Finlandia 0,947 (↑ 2)
2. Lussemburgo 0,945 (↓ 8)
3. Belgio 0,945 (↓ 4)
4. Austria 0,944 (↑ 3)
5. Danimarca 0,943 (↓ 1)
6. Francia 0,942 (=)
7. Italia 0,940 (↑ 1)
8. Regno Unito 0,940 (↓ 3)
9. Spagna 0,938 (↑ 2)
10. Nuova Zelanda 0,936 (↓ 1)

### Ultimi 10 Paesi
| 1. Mozambico 0,390 (=) 2. Burundi 0,384 (=) 3. Etiopia 0,371 (=) 4. Ciad 0,368 (↑ 2) 5. Rep. Centrafricana 0,353 (↓ 1) 6. Guinea-Bissau 0,349 (↓ 1) 7. Burkina Faso 0,342 (↑ 1) 8. Mali 0,338 (↓ 1) 9. Sierra Leone 0,335 (=) 10. Niger 0,311 (=) |

### I 3 migliori/peggiori Paesi di ogni continente
| Africa 047. Seychelles 0,842 (↑ 4) 063. Mauritius 0,800 (↑ 2) 064. Libia 0,798 (↓ 6) ... 175. Mali 0,338 (↓ 1) 176. Sierra Leone 0,335 (=) 177. Niger 0,311 (=)             | Asia 007. Giappone 0,949 (↑ 4) 022. Hong Kong (Cina) 0,927 (=) 023. Israele 0,927 (=) ... 138. Nepal 0,527 (↓ 2) 142. Timor Est 0,512 (↓ 2) 150. Yemen 0,492 (↑ 1)                    | Europa 001. Norvegia 0,965 (=) 002. Islanda 0,960 (=) 004. Irlanda 0,956 (↑ 4) ... 097. Georgia 0,743 (↑ 3) 099. Azerbaigian 0,736 (↑ 2) 114. Moldavia 0,694 (↑ 1)   |
| Nord America 006. Canada 0,950 (↓ 1) 008. Stati Uniti 0,948 (↑ 2) 031. Barbados 0,879 (↓ 1) ... 117. Honduras 0,683 (↓ 1) 118. Guatemala 0,673 (↓ 1) 154. Haiti 0,482 (↓ 1) | Oceania 003. Australia 0,957 (=) 020. Nuova Zelanda 0,936 (↓ 1) 055. Tonga 0,815 (↓ 1) ... 119. Vanuatu 0,670 (↓ 1) 128. Isole Salomone 0,592 (=) 139. Papua Nuova Guinea 0,523 (↓ 2) | Sud America 036. Argentina 0,863 (↓ 2) 038. Cile 0,859 (↓ 1) 043. Uruguay 0,851 (↑ 3) ... 091. Paraguay 0,757 (↓ 3) 103. Guyana 0,725 (↑ 4) 115. Bolivia 0,692 (↓ 2) |

### Paesi non presenti nella classifica
I seguenti Paesi non sono presenti nella classifica 2006 dell'Indice di sviluppo umano, per impossibilità nel reperire i dati necessari o perché non riconosciuti come stati indipendenti dalle Nazioni Unite.
Africa
- Liberia
- Sahara Occidentale
- Somalia

America
- Porto Rico

Asia
- Afghanistan
- Corea del Nord
- Iraq
- Macao (Cina)
- Taiwan (*)

Europa
- Andorra
- Liechtenstein
- Monaco
- Montenegro
- San Marino
- Serbia
- Città del Vaticano

Oceania
- Kiribati
- Isole Marshall
- Micronesia
- Nauru
- Palau
- Tuvalu